# Теорема Жордана о конечных линейных группах
Теорема Жордана теорема о конечных линейных группах гарантирует наличие большой коммутативной подгруппы в любой конечной линейной группе.
В первоначальном виде доказана Камиллем Жорданом, позже несколько раз улучшена.

## Формулировка
Для любой размерности {\displaystyle n}, существует число {\displaystyle f(n)} такое, что любая конечная подгруппа {\displaystyle G} группы {\displaystyle \mathrm {GL} (n,\mathbb {C} )} обратимых матриц с комплексными компонентами содержит нормальную коммутативную подгруппу {\displaystyle H}
с индексом {\displaystyle [G:H]\leq f(n)}

## Вариации и обобщения
- Шур доказал более общий результат для периодических групп, при этом дал следующую оценку:
{\displaystyle f(n)=\left({\sqrt {8n}}+1\right)^{2n^{2}}-\left({\sqrt {8n}}-1\right)^{2n^{2}}}[1]

- Для конечных групп, более точную оценку доказал Андреас Спaйсер[англ.]:
{\displaystyle f(n)=n!\cdot 12^{n(\pi (n+1)+1)}}

где {\displaystyle \pi (n)} есть функция распределения простых чисел.
- Эта оценка была улучшена Бличфельдтом, который заменил "12" на "6".
- Впоследствии, Майкл Коллинз, с помощью классификации конечных простых групп, показал, что {\displaystyle f(n)=(n+1)!} при {\displaystyle n\geq 71}, и дал почти полное описаний поведения {\displaystyle f(n)} при малых {\displaystyle n}.